# Fecampia erythrocephala
Fecampia erythrocephala ist ein freilebender Strudelwurm, dessen Larve bei Krabben im Hepatopankreas parasitiert. Befallen werden vor allem Gemeine Strandkrabbe (Carcinus maenas) und Taschenkrebs (Cancer pagurus).

## Merkmale
Die Adulten sind 8 bis 12 mm lang und lachsfarben. Sie haben keinen Darm und sind Hermaphroditen. Sie haben ein großes, drüsenartiges Nidationsorgan, welches den Kokon bildet.

## Entwicklungszyklus
Die freilebenden Adulten geben pergamentartige Kokons ab. Sie haben die Gestalt einer Amphore mit einem sich stark verengenden Ende. Sie können auf Steinen bis zu 10 cm lang sein und in Gruppen bis zu 10 auftreten. Innerhalb des Kokons legt der Wurm Eier in einer gelatineartigen Masse. Hier entwickeln sie sich über mehrere Monate zu eine Wimpernlarve, welche den Kokon über das schmale Ende verlässt. Diese heftet sich an eine junge Krabbe an und dringt in sie ein, meist in der späten Phase vor der Häutung oder direkt nach dieser. Pro Krabbe können ein bis vier Larven auftreten, wobei eine Einzellarve der Regelfall ist. Die infizierten jungen Krabben bleiben im Wachstum zurück, Larven treten nicht in Krabben mit einer Schildbreite größer als 11 mm auf. Die Parasiten befinden sich in der vorderen seitlichen Region der Krabbe, bauchseits des Darms im thorakalen Hämocoel, und sind meist u-förmig gekrümmt. Der Parasit wird 8 bis 12 mm lang und ist damit im Vergleich zum Wirt sehr groß. Er kann eine Masse von über 10 Prozent der Wirtsmasse aufweisen. Der ausgereifte Wurm verlässt die Krabbe, was meist mit ihrem Tod verbunden ist.